# Ell (Luxembourg)
Pour les articles homonymes, voir Ell.
Ell est une localité luxembourgeoise et le chef-lieu de la commune portant le même nom située dans le canton de Redange.

## Géographie
Le village est traversé dans sa partie sud par l'Attert, un affluent de l'Alzette.

### Communes limitrophes
La commune est délimitée à l'ouest par la frontière belge qui la sépare de la province de Luxembourg.
|            | Rambrouch |                    |
| Attert (B) | Ell       | Redange-sur-Attert |
|            | Beckerich |                    |

### Sections de la commune
- Colpach-Bas
- Colpach-Haut
- Ell (siège)
- Petit-Nobressart
- Roodt

## Population et société

### Démographie
L'évolution du nombre d'habitants est connue à travers les recensements de la population effectués dans le pays depuis 1821. Les recensements décennaux de la population permettent de caler les chiffres sur la composition de la population par sexe, âge, nationalité et commune de résidence. Entre deux recensements, la population au 1er janvier de l’année {\displaystyle x} est évaluée en ajoutant à la population au 1er janvier de l’année {\displaystyle x-1} les soldes naturel (naissances {\displaystyle -} décès) et migratoire (arrivées {\displaystyle -} départs) de l'année. La même méthode est appliquée pour la répartition par âge au 1er janvier et les effectifs totaux par nationalité. Depuis le 1er septembre 2023, le Luxembourg dénombre 100 communes.
Au 1er janvier 2024, la commune comptait 1 598 habitants.
| 1821 | 1851  | 1871  | 1880  | 1890  | 1900 | 1910 | 1922 | 1930 |
| ---- | ----- | ----- | ----- | ----- | ---- | ---- | ---- | ---- |
| 788  | 1 215 | 1 263 | 1 086 | 1 087 | 947  | 880  | 814  | 786  |

| 1935 | 1947 | 1960 | 1970 | 1978 | 1979 | 1981 | 1983 | 1984 |
| ---- | ---- | ---- | ---- | ---- | ---- | ---- | ---- | ---- |
| 780  | 679  | 618  | 590  | 580  | 561  | 559  | 560  | 580  |

| 1985 | 1986 | 1987 | 1988 | 1989 | 1990 | 1991 | 1992 | 1993 |
| ---- | ---- | ---- | ---- | ---- | ---- | ---- | ---- | ---- |
| 580  | 580  | 600  | 600  | 606  | 601  | 595  | 604  | 619  |

| 1994 | 1995 | 1996 | 1997 | 1998 | 1999 | 2000 | 2001 | 2002 |
| ---- | ---- | ---- | ---- | ---- | ---- | ---- | ---- | ---- |
| 635  | 644  | 674  | 688  | 722  | 752  | 763  | 823  | 842  |

| 2003 | 2004 | 2005 | 2006 | 2007 | 2008  | 2009  | 2010  | 2011  |
| ---- | ---- | ---- | ---- | ---- | ----- | ----- | ----- | ----- |
| 874  | 869  | 925  | 940  | 983  | 1 020 | 1 055 | 1 081 | 1 089 |

| 2012  | 2013  | 2014  | 2015  | 2016  | 2017  | 2018  | 2019  | 2020  |
| ----- | ----- | ----- | ----- | ----- | ----- | ----- | ----- | ----- |
| 1 151 | 1 166 | 1 191 | 1 235 | 1 230 | 1 265 | 1 289 | 1 350 | 1 425 |

| 2021  | 2022  | 2023  | 2024  | - | - | - | - | - |
| ----- | ----- | ----- | ----- | - | - | - | - | - |
| 1 511 | 1 548 | 1 582 | 1 598 | - | - | - | - | - |

Pour des raisons techniques, il est temporairement impossible d'afficher le graphique qui aurait dû être présenté ici.